# Internationales Pfingstturnier Wiesbaden

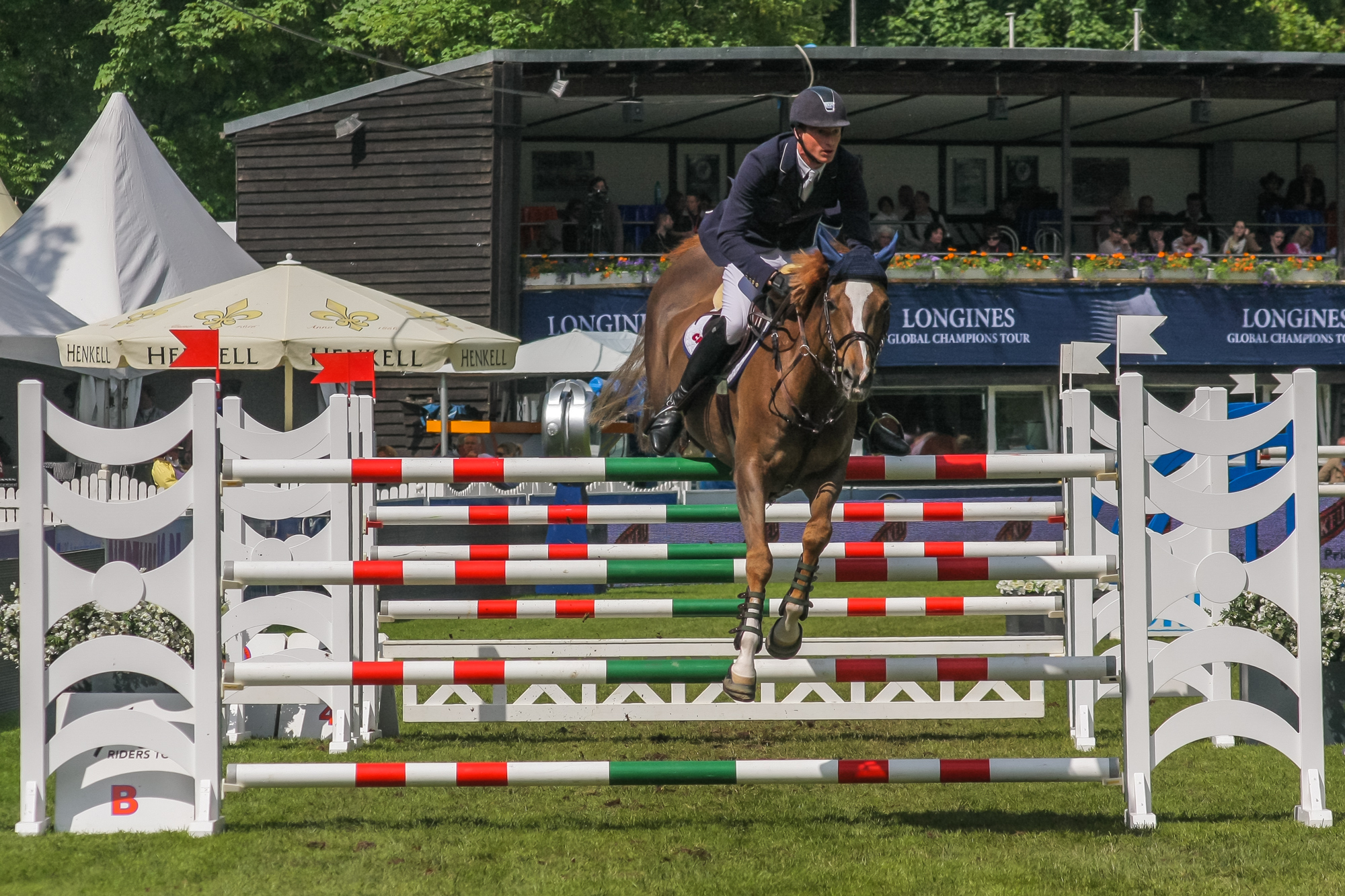
Daniel Deußer mit Mouse beim PfingstTurnier 2013

Das Internationale Pfingstturnier Wiesbaden (Eigenschreibweise: PfingstTurnier) ist ein internationales Reitturnier, das jährlich am Pfingstwochenende im Schlosspark Biebrich in Wiesbaden ausgetragen wird. Seine Ursprünge liegen im Jahr 1929. Im Jahr 2019 trägt das Turnier erstmals aufgrund seines neuen Titelsponsors den Namen Longines PfingstTurnier Wiesbaden.
Veranstalter des Pfingstturniers ist der Wiesbadener Reit- und Fahr-Club e. V. (WRFC). Unterstützt wird das Turnier traditionell durch die Wiesbadener Unternehmerfamilie Dyckerhoff: Hans Dyckerhoff war Gründungsmitglied des WRFC, die Wiederbelebung nach dem Zweiten Weltkrieg ist dem langjährigen Vereinspräsidenten Wilhelm Dyckerhoff zu verdanken und seit 1992 ist Kristina Dyckerhoff Vereinspräsidentin.
Die Springprüfungen des Turniers sind als CSI 4*, die Dressurprüfungen als CDI 5*, die Vielseitigkeit als CIC 3* und die Voltigierwettbewerbe als CVI-Masterclass ausgeschrieben. Daneben sind weitere Springprüfungen des Turniers gesondert als CSIYH 1*, CSIAm-A und CSIAm-B vorgesehen.

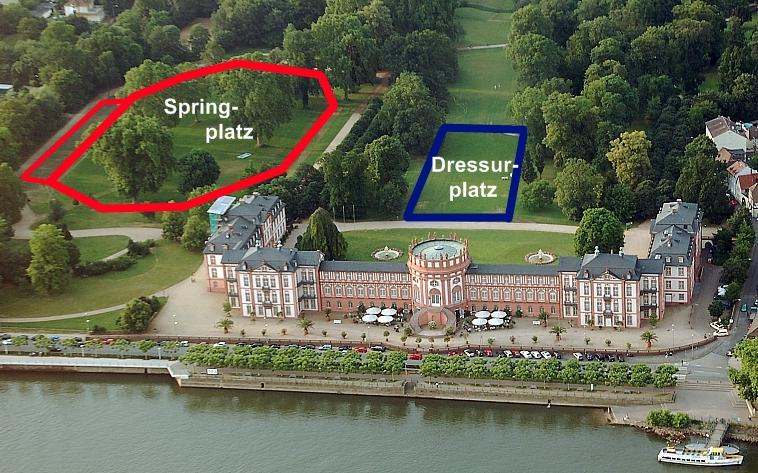
Lage der Turnierplätze beim Internationalen PfingstTurnier Wiesbaden

## Turniergeschichte

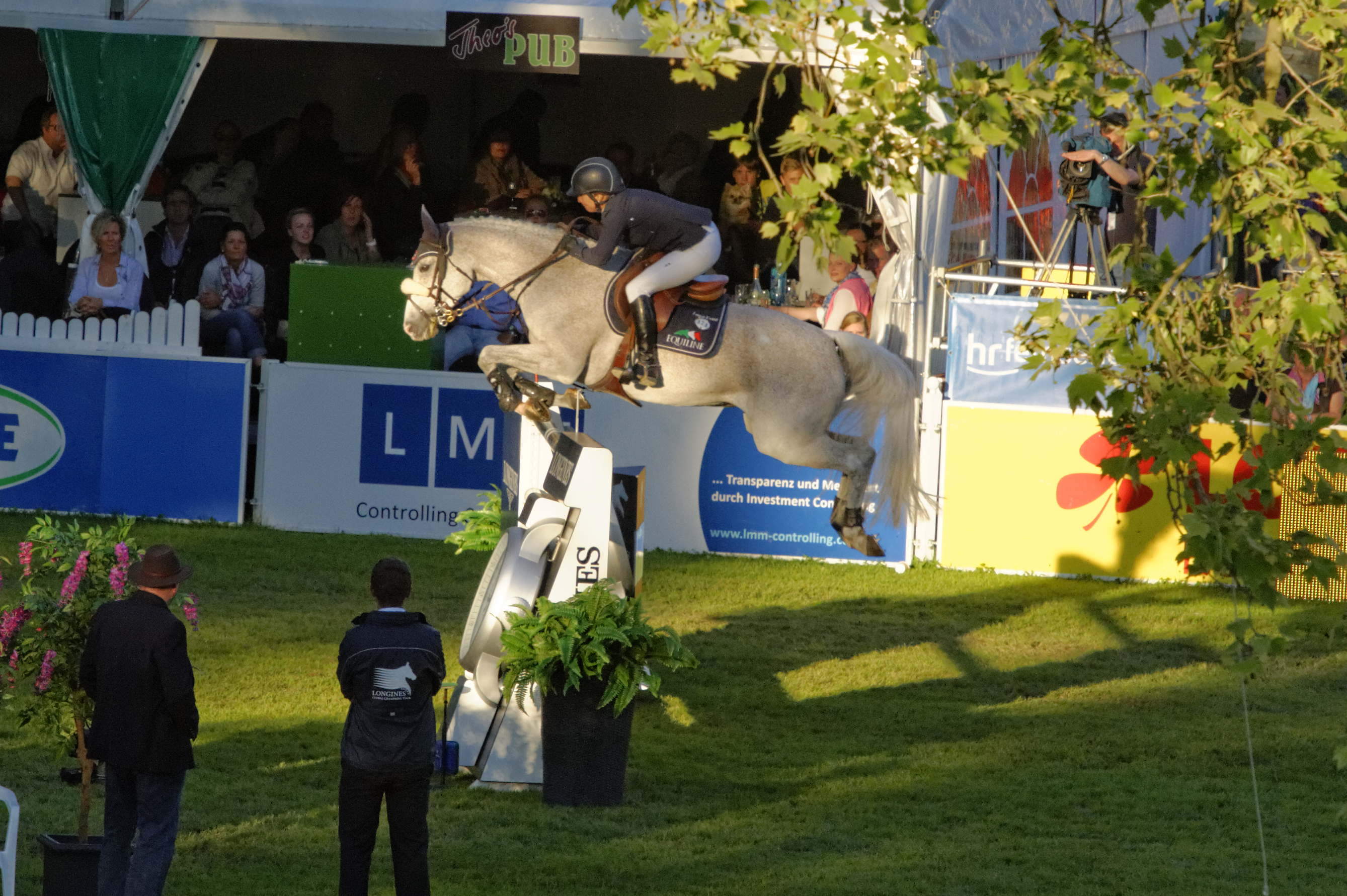
Laura Kraut auf Cedric bei der höchstdotierten Springprüfung des Pfingstturniers 2013

Zwei Jahre nach Gründung des Wiesbadener Reit- und Fahr-Clubs wurde im Jahr 1929 das erste Pfingstturnier durchgeführt, Austragungsort war das „Kleinfeldchen“, heute Heimstätte der SpVgg Nassau Wiesbaden. Da sich das „Kleinfeldchen“ als zu klein für den Publikumsandrang erwies, wurde das Turnier zwei Jahre lang auf der Rennbahn Erbenheim ausgerichtet, das Geläuf hier war jedoch zu hart. Von 1932 bis 1939 hatte der WRFC seinen eigenen Turnierplatz „Unter den Eichen“ im Norden Wiesbadens, wo das Pfingstturnier durchgeführt wurde. Im Jahr 1934 wurde erstmals eine Vielseitigkeitsprüfung (damals noch „Military“ genannt) ausgerichtet, diese wurde jedoch abweichend wieder in Erbenheim durchgeführt.
Nach den Kriegsjahren wurde ab 1948 wieder Bemühungen unternommen, das Turnier wieder auszurichten. Da der Platz „Unter den Eichen“ nicht mehr zur Verfügung stand, hatte Wilhelm Dyckerhoff (Präsident des WRFC von 1950 bis 1987) die Idee, das Turnier im Schlosspark Biebrich auszutragen. Noch im selben Jahr erteilte die amerikanischen Wiesbadener Stadtkommandantur unter maßgeblicher Mitwirkung von Earl Foster Thomson (Oberst und erfolgreicher Reiter) die Genehmigung zur Errichtung des Turnierplatzes. Dieser wurde an der Stelle des heutigen Dressurplatzes, direkt vor dem Schloss Biebrich, errichtet und das Turnier zu Pfingsten 1949 wieder durchgeführt.
Mit Unterstützung von deutscher und amerikanischer Seite wurde 1951 der neue Turnierplatz an der Stelle des ehemaligen Prinzessinnenweihers errichtet. Dieser baumbestandene Platz ist bis heute der Springplatz des Turniers. Ab 1952 wurde das Turnier international ausgeschrieben, von 1958 an wurden die Dressurprüfungen als CDIO ausgeschrieben.
In den 1970er Jahren verlor das Turnier teilweise an Bedeutung. 1983 wurde erstmals eine Kür der Dressurreiter durchgeführt, die seit 1990 auf Grand Prix-Niveau durchgeführt wird. Im Jahr 1984 wurde vor dem Schloss der heutige Dressur-Sandplatz errichtet, alle Dressurprüfungen zogen vom Springplatz hierher. Nach einer längeren Pause sind die Dressurprüfungen seit 1989 wieder international ausgeschrieben.
Im Jahr 2001 wurde das Turnier aufgrund des großen Ausbruchs der Maul- und Klauenseuche (von der Pferde jedoch nicht betroffen sind) für ein Jahr in den September verlagert, das Turnier war im selben Jahr erstmals Station der Riders Tour (bis 2018). In den Jahren 2012 und 2013 war das Turnier auch Etappe der Global Champions Tour und wurde daher als CSI 5*, der höchsten Turnierklasse im Springreiten, ausgeschrieben.
Im Jahr 2016 wurde die 80. Austragung des Pfingstturniers begangen.
2020 fiel die 84. Austragung des Wiesbadener Pfingstturniers aufgrund der andauernden Corona-Pandemie und den dazugehörigen Schutzmaßnahmen aus. Auch 2021 kam das Turnier nicht zustande.

## Programm

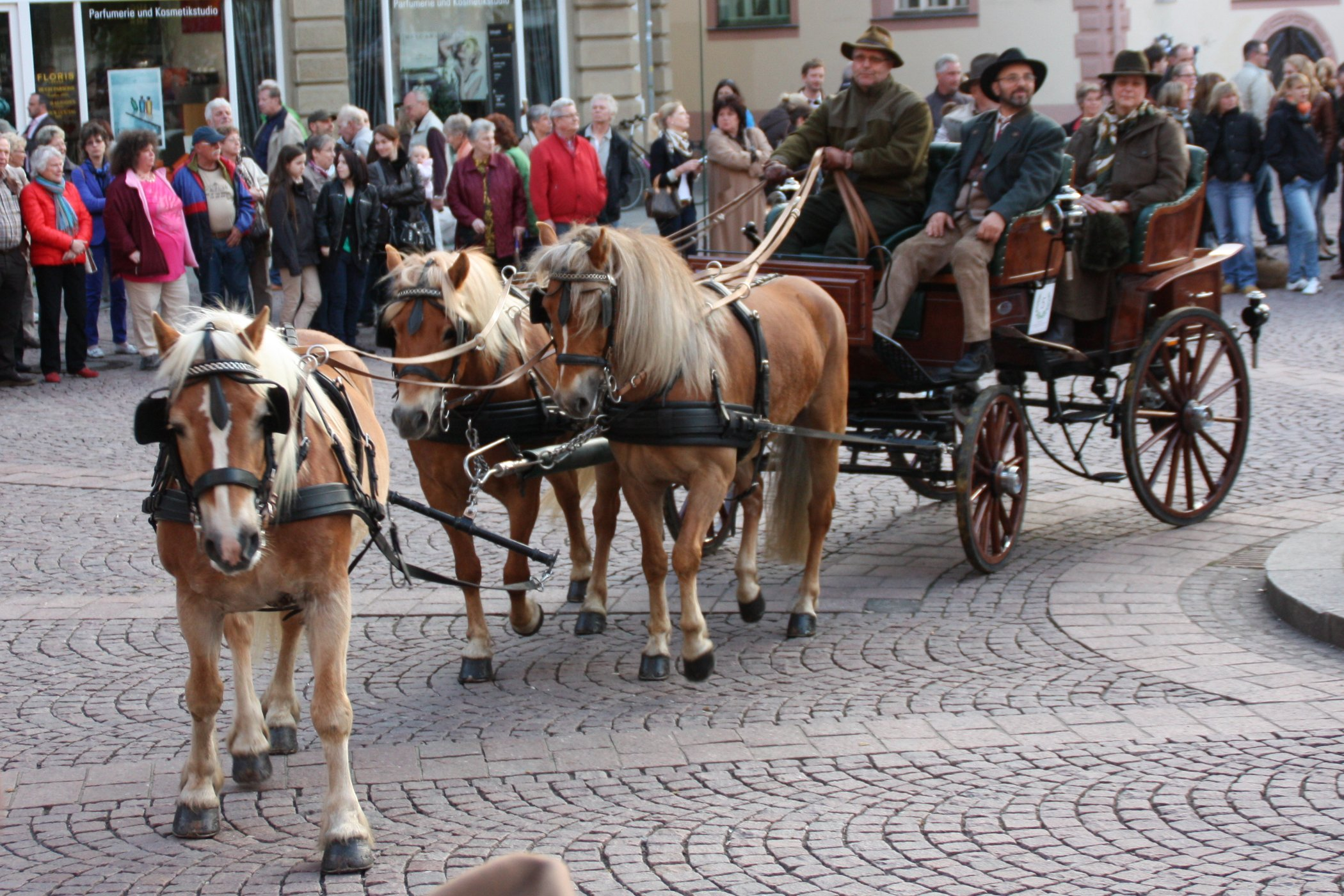
Teilnehmende Einhorn-Kutsche am Korso 2013

Seit 1993 wird am Dienstagabend vor Pfingsten das Turnier mit dem Kutschen-Korso durch die Wiesbadener Innenstadt eröffnet. Ziel des Korsos ist der Schlossplatz vor dem Stadtschloss, wo er von zahlreichen Zuschauern empfangen wird. Am jährlichen Korso nehmen mittlerweile 30, zum Teil historische, Kutschen sowie zahlreiche Reiter teil.
Das Turnier umfasst vier Tage von Freitag bis Pfingstmontag. Zum Stand 2012 bildet der Freitag den Auftakttag mit ersten Springprüfungen des CSI 5* sowie ersten internationalen Amateur-Springprüfungen (CSIAm-A / CSIAm-B) sowie der Dressur- und Springteilprüfungen des CIC 3*. Der erste Turniertag wird von der „Wiesbadener Pferdenacht“, einer Showveranstaltung, abgeschlossen.
Der Samstag bildet den Auftakt der Dressur- und Voltigierprüfungen auf dem Dressurplatz. Zudem findet am Samstag auch die Geländeprüfung des CIC 3* statt. Für die Springreiter fanden an diesem Tag in den Jahren 2012 und 2013 die Hauptprüfung statt, der „GCT Grand Prix“ (Wertungsprüfung der Global Champions Tour) am Samstagabend.
Am Pfingstsonntag findet die Qualifikation zum Großen Preis der Springreiter und die erste Prüfung des CSIYH 1* (Springreitturnier für sieben- und achtjährige Pferde) statt, den Tagesabschluss bildet die Grand Prix Kür unter Flutlicht vor dem Schloss. Das Turnier geht am Pfingstmontag zu Ende, die wichtigen Finalprüfungen an diesem Tag sind der Große Preis im Springreiten und der Grand Prix Spécial auf dem Dressurviereck.

## Die wichtigsten Prüfungen

### Dressurreiten

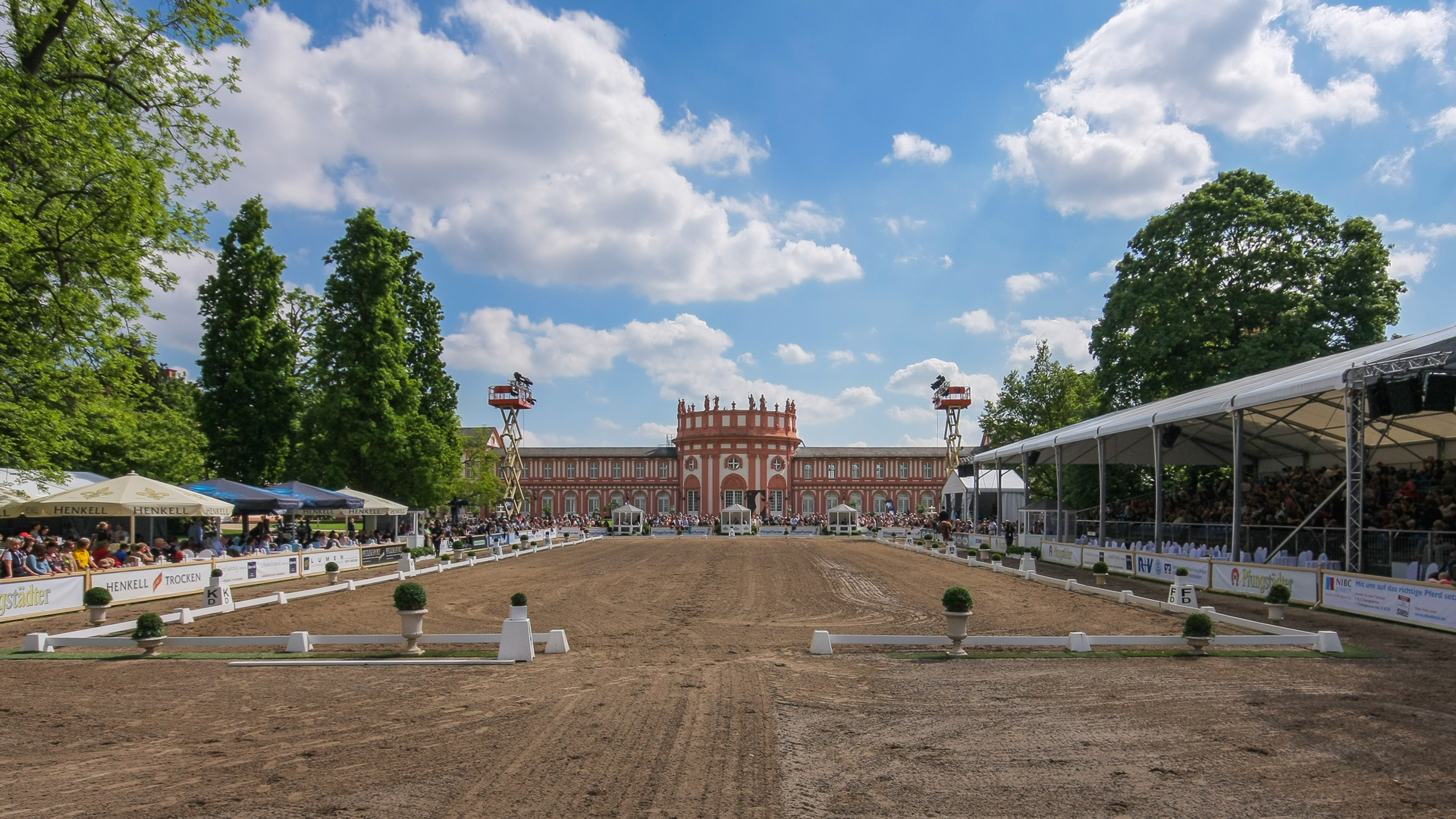
Dressurviereck auf der Parkseite des Schlosses Biebrich

#### Grand Prix Kür
Eine Dressurkür auf Grand Prix-Niveau ist seit 1990 Teil des Pfingstturniers. Die Grand Prix Kür war im Jahr 2018 mit 26.000 Euro dotiert und findet unter Flutlicht statt.
Sieger:
| - 1990: Sven Rothenberger mit Andiamo - 1991: keine Angaben - 1992: Sven Rothenberger mit Ideaal - 1993: Sven Rothenberger mit Bo - 1994: keine Angaben - 1995: Isabell Werth mit Gigolo FRH - 1996: Michael Klimke mit Raikito - 1997: Anky van Grunsven mit Partout - 1998: Isabell Werth mit Amaretto - 1999: Isabell Werth mit Aleppo-S - 2000: Jürgen Wirths mit Souveraen W - 2001: Lisa Wilcox mit Relevant - 2002: Isabell Werth mit Antony FRH - 2003: Rafael Soto Andrade mit Invasor - 2004: Rafael Soto Andrade mit Invasor - 2005: Imke Schellekens-Bartels mit Sunrise (75,575 %) - 2006: Andreas Helgstrand mit Cavan (80,150 %) - 2007: Kristy Oatley mit Quando-Quando (74,700 %) - 2008: Kyra Kyrklund mit Max (78,100 %) - 2009: Emma Hindle mit Lancet (73,950 %) |  |  | - 2010: Anja Plönzke mit Le Mont D'Or (75,800 %) - 2011: Juan Manuel Muñoz Diaz mit Fuego (78,825 %) - 2012: Uta Gräf mit Le Noir (77,375 %) - 2013: Isabell Werth mit Der Stern OLD (75,575 %) - 2014: Dorothee Schneider mit Silvano (77,725 %) - 2015: Isabell Werth mit El Santo NRW (80,525 %) - 2016: Fabienne Lütkemeier mit Qui Vincit Dynamis (76,750 %) - 2017: Isabell Werth mit Don Johnson FRH (82,025 %) - 2018: Jessica von Bredow-Werndl mit Unee BB (80,075 %) - 2019: Ingrid Klimke mit Franziskus (80,680 %) - 2022: Kristy Oatley mit Du Soleil (79,430 %) |

#### Grand Prix Spécial
Der Grand Prix Spécial ist die wichtigste Dressurprüfung des Pfingstturniers Wiesbaden. Sie wird am frühen Sonntagnachmittag ausgetragen und war 2018 mit 26.000 Euro dotiert.
Sieger (ab 1989):
| - 1989: Nicole Uphoff-Becker mit Rembrandt - 1990: keine Angaben - 1991: keine Angaben - 1992: Monica Theodorescu mit Grunox - 1993: Isabell Werth mit Gigolo FRH - 1994: Nicole Uphoff-Becker mit Rembrandt - 1995: Nadine Capellmann-Biffar mit My Lord - 1996: Monica Theodorescu mit Grunox - 1997: Monica Theodorescu mit Grunox - 1998: Isabell Werth mit Gigolo FRH - 1999: Isabell Werth mit Antony FRH - 2000: Isabell Werth mit Gigolo FRH - 2001: Monica Theodorescu mit Renaissance Fleur TS - 2002: Ellen Bontje mit Silvano N - 2003: Isabell Werth mit Satchmo - 2004: Andreas Helgstrand mit Cavan (75,720 %) - 2005: Andreas Helgstrand mit Don Schufro (75,160 %) - 2006: Isabell Werth mit Warum nicht FRH (74,560 %) - 2007: Isabell Werth mit Satchmo (76,640 %) - 2008: Isabell Werth mit Warum nicht FRH (78,000 %) |  |  | - 2009: Isabell Werth mit Warum nicht FRH (76,708 %) - 2010: Isabell Werth mit Satchmo (74,583 %) - 2011: Matthias Alexander Rath mit Totilas (81,479 %) - 2012: Jessica Michel mit Riwera (71,333 %) - 2013: witterungsbedingt abgesagt - 2014: Matthias Alexander Rath mit Totilas (83,196 %) - 2015: Isabell Werth mit Don Johnson FRH (77,039 %) - 2016: Isabell Werth mit Weihegold OLD (79,804 %) - 2017: Sönke Rothenberger mit Favourit (73,843 %) - 2018: Dorothee Schneider mit Faustus (76,000 %) - 2019: Isabell Werth mit DSP Quantaz (76,255 %) - 2022: Dorothee Schneider mit First Romance (74,936 %) |

### Springreiten

#### Großer Preis von Wiesbaden
Im Jahr 1958 erstmals ausgetragen, ist der Große Preis von Wiesbaden die höchstdotierte und wichtigste Springprüfung des Turniers. In den Jahren 2012 und 2013 wurde der vormalige Große Preis umbenannt in Preis der Landeshauptstadt Wiesbaden. Er bildet den Abschluss des Turniers. Der Große Preis von Wiesbaden war von 2001 bis 2018 Wertungsprüfung der Riders Tour. Er war bei seiner ersten Austragung mit 10.000 DM dotiert, 2018 waren es 150.000 Euro.
Sieger:
| - 1958: Hans Günter Winkler mit Halla - 1959: Fritz Thiedemann mit Finale - 1960: William Steinkraus mit Riviera Wonder - 1961: Alwin Schockemöhle mit Bachus - 1962: Hauke Schmidt mit Arabella - 1963: Karl-Heinz Giebmanns mit Sandro - 1964: Stefano Angioni mit Canio - 1965: Hartwig Steenken mit Fairness - 1966: Frank Chapot mit San Lucas - 1967: Anton Ebben mit Kairouan - 1968: Manfred Kloess mit Antea - 1969: Alwin Schockemöhle mit Donald Rex - 1970: Alwin Schockemöhle mit Donald Rex - 1971: Hugo Simon mit Fair Lady - 1972: Kathy Kusner mit Triple Crown - 1973: Gerd Wiltfang mit Askan - 1974: Arno Neesen mit Jumping Amsterdam - 1975: Eddie Macken mit Boomerang - 1976: Buddy Brown mit A Little Bit - 1977: Hendrik Schulze-Siehoff mit Sarto - 1978: Henk Nooren mit Pluco - 1979: Gilles Bertrán de Balanda mit Galoubet und Captain Con Power mit Rock Barton (Stechen abgesagt) - 1980: Peter Schmitz mit Diavolo - 1981: Jürgen Ernst mit Largo - 1982: Ulrich Meyer zu Bexten mit Magister - 1983: Thomas Frühmann mit Bandit - 1984: Fernando Senderos mit Massacre - 1985: Rob Ehrens mit Oscar Drum - 1986: Jeff McVean mit Fürst Z - 1987: Helena Weinberg mit Just Malone - 1988: Franke Sloothaak mit Aramis - 1989: Thomas Frühmann mit Grandeur - 1990: Elmar Gundel mit Prints - 1991: Hugo Simon mit Amaretto D - 1992: Victor Alvez Teixera mit Attack Z - 1993: Rodrigo Pessoa mit Special Envoy - 1994: Piet Raijmakers mit Amadeus Z - 1995: Thomas Fuchs mit Major AC Folien - 1996: Ludger Beerbaum mit Ratina Z - 1997: Markus Beerbaum mit Lady Weingard |  |  | - 1998: Rodrigo Pessoa mit Lianos - 1999: Emil Hendrix mit Finesse - 2000: Ralf Runge mit Frederic - 2001: Emilie Tacken mit Miss Montana - 2002: Ludger Beerbaum mit Champion du Lys - 2003: Marcus Ehning mit Anka - 2004: Alois Pollmann-Schweckhorst mit Diamonds Daylight - 2005: Meredith Michaels-Beerbaum mit Checkmate - 2006: René Tebbel mit Farina - 2007: Grégory Wathelet mit Lantinus - 2008: Meredith Michaels-Beerbaum mit Checkmate - 2009: Marcus Ehning mit Vulkano FRH - 2010: Denis Lynch mit Abbervail van het Dingeshof - 2011: Ludger Beerbaum mit Chaman - 2012: Luciana Diniz mit Lennox - 2013: Cameron Hanley mit Antello Z - 2014: Toni Haßmann mit Classic Man V - 2015: Kamal Bahamdan mit Noblesse des Tess - 2016: Patrick Stühlmeyer mit Lacan - 2017: Holger Wulschner mit Catch Me T - 2018: Christian Ahlmann mit Clintrexo Z - 2019: Chloe Reid mit Luis P - 2022: David Will mit Concordia |

#### Global Champions Tour-Etappe

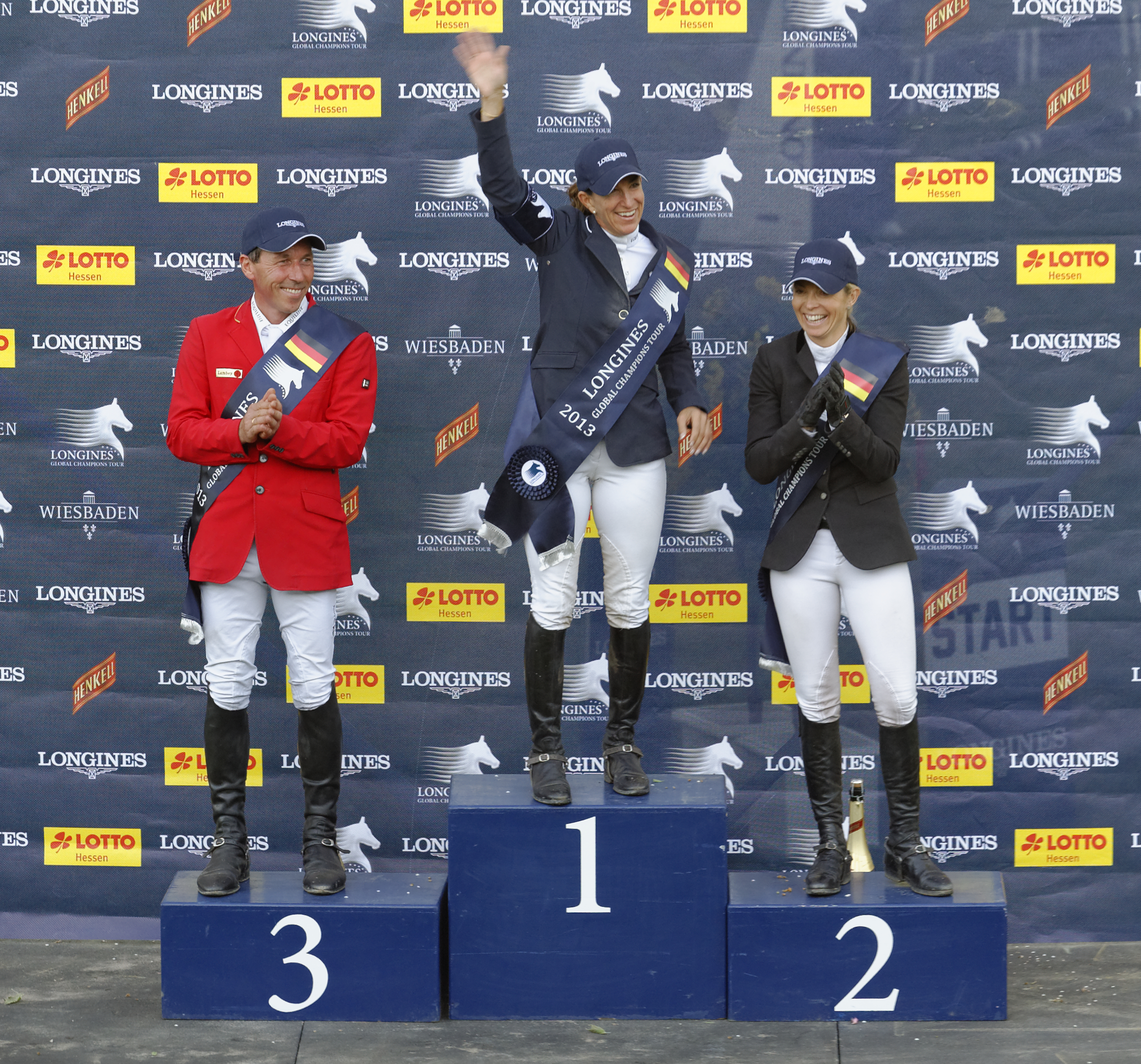
Siegerehrung der Global Champions Tour-Wertungsprüfung 2013

In den Jahren, als das Pfingstturniers Global Champions Tour-Turnier war, wurde der Samstagnachmittag um eine große Springprüfung ergänzt. Bei dieser Global Champions Tour-Wertungsprüfung handelte es sich um eine internationale Springprüfung mit zwei Umläufen und Stechen. Die Hindernisse der Prüfung waren bis zu 1,60 Meter hoch, das Preisgeld betrug 285.000 €. Prüfungssponsor der Prüfung war die Lotterie-Treuhandgesellschaft Hessen („Lotto-Hessen-Preis“). Da es sich bei der Prüfung um die mit Abstand höchstdotierte Prüfung des CSI 5*-Turniers handelte, wurde diese Prüfung von der FEI als Großer Preis des Turniers gewertet.
Sieger:
- 2012:  Olivier Guillon mit Lord de Theize
- 2013:  Laura Kraut mit Cedric

### Vielseitigkeit
Nachdem schon in den 1930er Jahren erstmals eine Vielseitigkeitsprüfung („Military“) im Zusammenhang mit dem Pfingstturnier durchgeführt wurde, wurde 1998 erstmals eine Vielseitigkeit in Wiesbaden international ausgeschrieben. Als im Jahr 2001 das Turnier aufgrund der Maul- und Klauenseuche in den September verlegt wurde, wurde auf die Austragung einer Vielseitigkeitsprüfung verzichtet. Das blieb bis 2007 so, 2008 wurde dann wieder ein CIC 2* ausgetragen. Im Folgejahr wurde die Prüfung aufgewertet und wird jährlich als CIC 3* durchgeführt.
Eine weitere Aufwertung erfuhr die Wiesbadener Vielseitigkeit 2017, der CIC 3* wurde Teil der Turnierserie Event Rider Masters (ERM). Infolgedessen vervierfachte sich das Preisgeld von 15.000 Euro auf 60.000 Euro. Aufgrund des engen Zeitplans des Turniers umfasste das Starterfeld beim CIC bis 2017 jeweils nur rund 30 Starter. 2018 wurde eine zweite CIC 3*-Prüfung geschaffen, damit die Reiter die Möglichkeit haben, ein zweites Pferd an den Start zu bringen. Aufgrund des seit Anfang 2019 gültigen neuen Klassifizierungssystems für Vielseitigkeitsprüfungen werden die Prüfungen als CCI 4*-S bezeichnet.
Sieger (seit 1998):
| - 1998 – CIC 2*: Andrew Hoy mit Swizzle In - 1999 – CIC 2*: Ingrid Klimke mit Windfall - 2000 – CIC 2*: Andrew Hoy mit Swizzle In - 2001 bis 2007 nicht ausgetragen - 2008 – CIC 2*: Linda Algotsson mit Stand By Me - 2009 – CIC 3*: Michael Jung mit Sam - 2010 – CIC 3*: Michael Jung mit River of Joy - 2011 – CIC 3*: Michael Jung mit Vincent TSF - 2012 – CIC 3*: Ingrid Klimke mit Tabasco - 2013 – CIC 3*: Ingrid Klimke mit FRH Escada (siehe auch Abschnitt „2013“ weiter unten) - 2014 – CIC 3*: Michael Jung mit Ricona - 2015 – CIC 3*: Julia Krajewski mit Samourai du Thot - 2016 – CIC 3*: Ingrid Klimke mit Hale Bob - 2017 – CIC 3* ERM: Sarah Cohen mit Treason - 2018: Ingrid Klimke mit Hale Bob OLD (CIC 3* ERM), Ludwig Svennerstål mit Stinger (CIC 3*) - 2019: Michael Jung mit Star Connection (CCI 4*-S ERM), Josefa Sommer mit Hamilton (CCI 4*-S) - 2022 – CCI 4*-S: Julia Krajewski mit Amande de B'Neville |

### Voltigieren

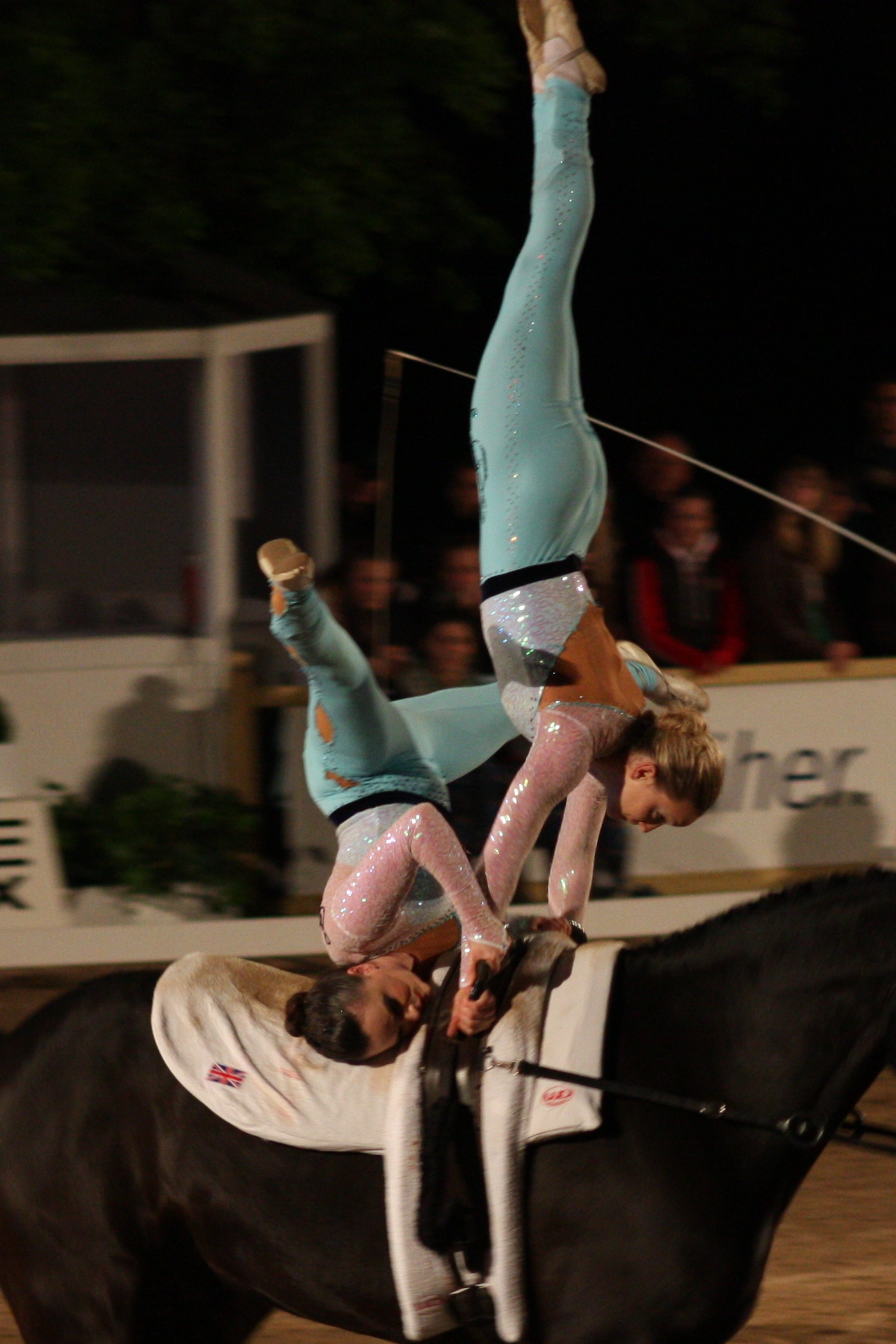
Joanne und Hannah Eccles bei der Voltigierprüfung 2013

Im Rahmen des Pfingstturniers Wiesbaden wurde bis 2007 der Preis der Besten im Voltigieren ausgetragen. Seit 2008 wird diese Veranstaltung durch die Deutsche Reiterliche Vereinigung vergeben und fand seitdem nicht mehr in Wiesbaden statt. Beim Preis der Besten handelt es sich um eine der wichtigsten bundesweiten Veranstaltungen im Voltigieren und Sichtung zu den internationalen Championaten.
Die Voltigierprüfungen in Wiesbaden waren 2005 international ausgeschrieben, dies ist auch seit 2007 ununterbrochen der Fall. Es finden jeweils Prüfungen im Gruppenvoltigieren sowie Einzelvoltigieren der Damen und der Herren statt. Ab dem Jahr 2013 wird zudem eine Wertung im Pas de deux (Doppelvoltigieren) ausgerichtet. Im Jahr 2022 fand das Turnier aufgrund verkleinerter Kapazitäten im Stallbereich ohne Voltigierprüfungen statt.
Sieger Damen und Herren (Ergebnisse ab 2005):
| Jahr | Ausschreibung der Prüfungen | Sieger Damen                                                                            | Sieger Herren                                                                        |
| ---- | --------------------------- | --------------------------------------------------------------------------------------- | ------------------------------------------------------------------------------------ |
| 2005 | CVI 2* / Preis der Besten   | Rikke Laumann Nielsen (8,627) Rubin´s Universe Longenführerin: Annika Speck             | Kai Vorberg (8,747) Picasso Longenführerin: Kirsten Graf                             |
| 2006 | CVN / Preis der Besten      | Anja Barwig (8,500) Arador Longenführer: Alexander Hartl                                | Kai Vorberg (9,120) Picasso Longenführerin: Kirsten Graf                             |
| 2007 | CVI 2* / Preis der Besten   | Nicola Ströh (9,033) Eddy the Eagle RS von der Wintermühle Longenführerin: Kirsten Graf | Kai Vorberg (9,080) Picasso RS von der Wintermühle Longenführerin: Kirsten Graf      |
| 2008 | CVI 2* Master Class         | Nicola Ströh (8,800) Lanson Longenführerin: Jennifer Trampler                           | Kai Vorberg (8,897) Picasso RS von der Wintermühle Longenführerin: Kirsten Graf      |
| 2009 | CVI 2* Master Class         | Joanne Eccles (8,923) Bentley                                                           | Nicolas Andréani (9,393) Idefix de Braize                                            |
| 2010 | CVI 2* Master Class         | Joanne Eccles (8,970) Bentley Longenführer: John Eccles                                 | Kai Vorberg (9,017) Sir Bernhard RS von der Wintermühle Longenführerin: Kirsten Graf |
| 2011 | CVI 2* Master Class         | Hannah Eccles (8,527) Bentley Longenführer: John Eccles                                 | Lukas Klouda (8,713) Harry Potter RS von der Wintermühle Longenführer: Kai Vorberg   |
| 2012 | CVI 3* Master Class         | Joanne Eccles (8,848) Bentley Longenführer: John Eccles                                 | Ivan Nousse (8,194) Carlos Longenführer: Elke Schlep-Lensing                         |
| 2013 | CVI 3* Master Class         | Simone Jäiser (8,310) Luk Longenführerin: Rita Blieske                                  | Jacques Ferrari (8,231) Poivre Vert Longenführer: Francois Athmon                    |
| 2014 | CVI 3* Master Class         | Corinna Knauf (7,686) Fabiola Longenführerin: Alexandra Knauf                           | Jannik Heiland (8,461) Puccini Longenführerin: Irina Lenkeit                         |
| 2015 | CVI-Master Class            | Simone Jäiser (8,106) Luk Longenführerin: Rita Blieske                                  | Daniel Kaiser (8,372) Sir Bernhard RS vd Wintermühle Longenführerin: Nina Vorberg    |
| 2016 | CVI-Master Class            | Janika Derks (8,217) Auxerre Longenführerin: Jessica Lichtenberg                        | Miro Rengel (7,904) Dragoner Longenführerin: Nina Vorberg                            |
| 2017 | CVI-Master Class            | Corinna Knauf (8,008) Echt Stark Longenführerin: Ines Nawroth                           | Erik Oese (8,431) Calvador Longenführer: Andreas Bäßler                              |
| 2018 | CVI-Master Class            | Sarah Kay (8,520) Sir Valentin Longenführerin: Dina Menke                               | Jannik Heiland (8,658) Dark Beluga Longenführer: Barbara Rosiny                      |
| 2019 | CVI-Master Class            | Jolina Ossenberg-Engels (8,288) Caram Longenführerin: Claudia Döller-Ossenberg-Engels   | Jannis Drewell (8,603) Fabiola W Longenführerin: Alexandra Knauf                     |

Sieger Gruppenvoltigieren und Pas de deux (Ergebnisse ab 2005):
| Jahr | Ausschreibung der Prüfungen | Sieger Gruppenvoltigieren                                                                      | Sieger Pas de deux                                                                                     |
| ---- | --------------------------- | ---------------------------------------------------------------------------------------------- | --- |
| 2005 | CVI 2* / Preis der Besten   | Jugendreitergruppe Köln (8,533) Jordano Longenführer: Kai Vorberg                              | |
| 2006 | CVN / Preis der Besten      | Jugendreitergruppe Köln (8,319) Jordano Longenführer: Kai Vorberg                              | |
| 2007 | CVI 2* / Preis der Besten   | Team Wintermühle der JRG Köln (8,847) Jordano RS von der Wintermühle Longenführer: Kai Vorberg | |
| 2008 | CVI 2* Master Class         | RSV Neuss-Grimlinghausen (8,960) Cepin Longenführerin: Jessica Schmitz                         | |
| 2009 | CVI 2* Master Class         | Team Wintermühle der JRG Köln (8,809) Flashlight                                               | |
| 2010 | CVI 2* Master Class         | Team Bleyer der JRG Köln (8,945) Weltoni RS Longenführerin: Alexandra Knauf                    | |
| 2011 | CVI 2* Master Class         | RSV Neuss-Grimlinghausen (8,674) Arkansas Longenführerin: Jessica Schmitz                      | |
| 2012 | CVI 3* Master Class         | VV Ingelsberg 1 (8,470) Adlon Longenführer: Alexander Hartl                                    | |
| 2013 | CVI 3* Master Class         | RV Mainz-Laubenheim 1 (8,395) Elevation Longenführer: Hanne Strübel                            | Joanne Eccles und Hannah Eccles (8,443) Bentley Longenführer: John Eccles                              |
| 2014 | CVI 3* Master Class         | VV Köln-Dünnwald 1 (8,097) Holiday on Ice Longenführerin: Alexandra Knauf                      | Pia Engelberty und Torben Jacobs (8,411) Danny Boy Longenführer: Patric Looser                         |
| 2015 | CVI-Master Class            | Team Noroc (7,807) Wizner Longenführerin: Sandra Tronchet                                      | Pia Engelberty und Torben Jacobs (8,623) Danny Boy Longenführer: Patric Looser                         |
| 2016 | CVI-Master Class            | RSV Neuss-Grimlinghausen (8,452) Auxerre Longenführerin: Elisabeth Siemon                      | Jolina Ossenberg-Engels und Timo Gerdes (7,535) Dragoner Longenführer: Claudia Döller-Ossenberg-Engels |
| 2017 | CVI-Master Class            | Voltigierverein Köln-Dünnwald (8,109) Holiday on Ice Longenführerin: Alexandra Knauf           | Jolina Ossenberg-Engels und Timo Gerdes (7,941) Dragoner Longenführer: Claudia Döller-Ossenberg-Engels |
| 2018 | CVI-Master Class            | Voltigierverein Köln-Dünnwald II (8,018) Holiday on Ice E Longenführerin: Ines Nawroth         | Johannes Kay und Janika Derks (8,995) Dark Beluga Longenführerin: Barbara Rosiny                       |
| 2019 | CVI-Master Class            | Reiterverein Nordheim I (8,018) Humphrey Bogart Longenführer: Kai Vorberg                      | Diana Harwardt und Peter Künne (8,207) Sir Laulau Longenführer: Hendrik Falk                           |

## 2013

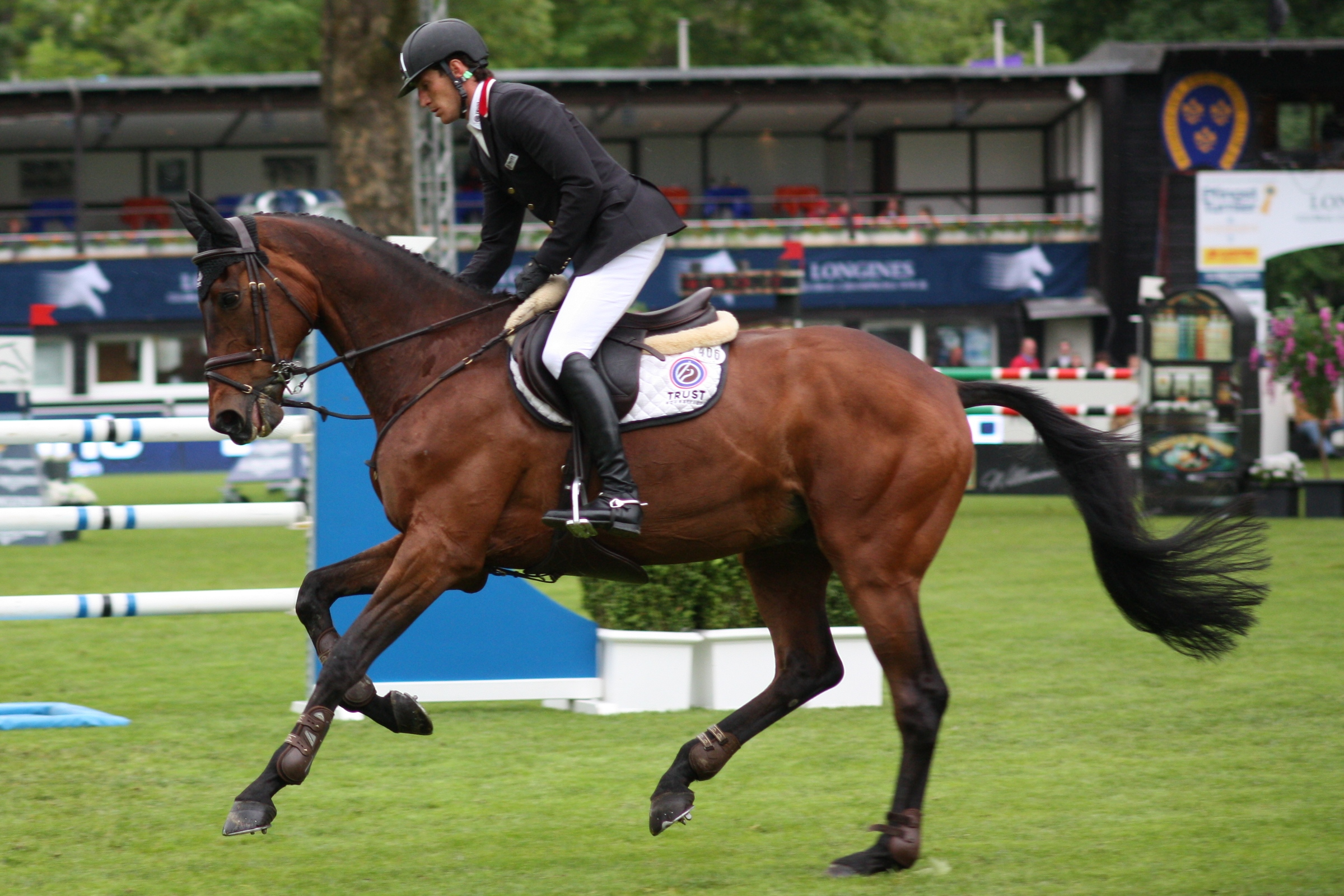
Dirk Schrade auf King Artus bei der Springprüfung am Tag vor dem Unfall

Das Turnier 2013 wurde überschattet durch den plötzlichen Tod des 17-jährigen Wallachs King Arthur, Mannschafts-Olympiasieger von London mit Dirk Schrade. Obwohl laut tierärztlicher Aussage das Tier in hervorragender Form gewesen ist, kam es nach dem Springen in der internationalen Drei-Sterne-Kurz-Vielseitigkeit bei dem Preis der Familien Prof. Heicke und Dyckerhoff zu einem Aortaabriss. Noch im Springoval, nur weniger Meter hinter dem Ziel, brach das Pferd zusammen. Aufgrund dieser Ereignisse entschied sich die Turnierleitung in Rücksprache mit den Teilnehmern der Prüfung, nur eine reduzierte Siegerehrung durchzuführen.

## Medien
Die Hauptprüfung des Pfingstmontags wird traditionell vom hr-fernsehen übertragen, im Jahr 2018 erfolgte eine Liveübertragung im Umfang von 75 Minuten. Die Wertungsprüfung der Global Champions Tour am Samstag wurde vom Global Champions Tour-Medienpartner Eurosport am Samstagabend übertragen.
Der Ende 2007 gestartete, in Wiesbaden ansässige deutschen IPTV-Sender ClipMyHorse übertrug als eines seiner ersten Turniere die Dressurprüfungen des Internationalen Pfingstturniers 2008 live. Seit 2009 überträgt ClipMyHorse alle Prüfungen des Turniers (mit Ausnahme der TV-Übertragungen) live. Erstmals im Jahr 2017 wurde auch die Geländestrecke der Vielseitigkeit live im Internet übertragen. Zudem bot auch die Internetpräsenz der Global Champions Tour einen Livestream der CSI-5*-Prüfungen an.
Lokal berichtet der Wiesbadener Kurier in seinen Tageszeitungen und auf dessen Website. Jährlich gedruckte Sonderveröffentlichungen zum Turnier liefern Hintergrundberichte zu Reitern, Pferden und Prüfungen.